# Mariglianella
Mariglianella est une commune de la ville métropolitaine de Naples dans la région Campanie en Italie.

## Administration
| Période                                  | Période | Identité | Étiquette | Qualité |
| ---------------------------------------- | ------- | -------- | --------- | ------- |
|                                          |         |          |           |         |
| Les données manquantes sont à compléter. |         |          |           |         |

### Communes limitrophes
Brusciano, Marigliano

## Personnalités
- Carlo Carafa (1561-1633), fondateur des pieux ouvriers